# Amédée Denault
Amédée Denault (né le 14 septembre 1870 à Saint-Timothée et décédé le 22 avril 1939 à Québec), était un journaliste, poète et homme de lettres canadien-français.
Il signait parfois J.-M.-A. Denault, et employait divers pseudonymes : Jules Saint-Elme (le plus fréquent), Jehan Dutaillis et Marc Hassin.
Rédacteur à La Minerve de Montréal, il a aussi été directeur d'importants périodiques du Québec dont Le Monde illustré et Le Pionnier de Sherbrooke. De même, il a fondé et édité L'Ami du colon, devenu le Le Pionnier de Nominingue. On lui doit le recueil de poésie Lueurs d’aurore, publié à Montréal en 1894.
En 1902, l'équipe du journal Les Débats signale qu'elle avait vécu des frictions avec Denault et son collègue Louis-Gaspard Robillard, qui auraient vraisemblablement contribué à la disparition du Pionnier de Sherbrooke.
Des liens entre Amédée Denault et l'antisémitisme ont parfois été effectués, celui-ci ayant soutenu les combats des journaux contre les juïfs et ayant assisté à des évènements antisémites. Cet antisémitisme serait attribuable à sa connivence avec la droite religieuse catholique. Denault aurait par ailleurs fait du Pionnier de Nominingue un organe de propagande de l'Action sociale catholique, que le Congrès juif canadien a déjà qualifié de « réseau antisémitique très dangereux ».